# Bajazet (Racine)

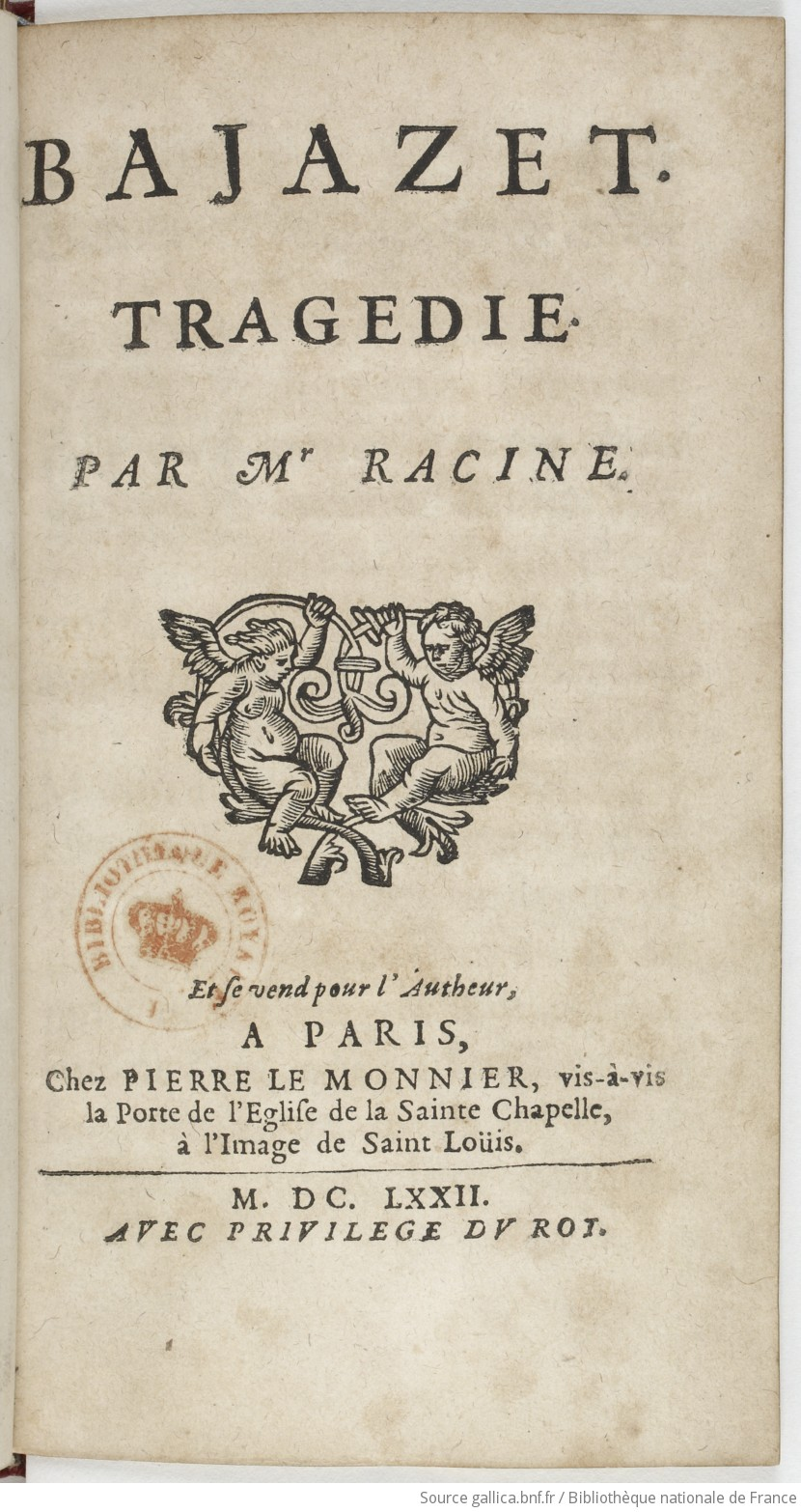
Titelblatt der Erstveröffentlichung

Bajazet ist eine Tragödie in fünf Akten von Jean Racine. Die Uraufführung fand am 5. Januar 1672 im Hôtel de Bourgogne in Paris statt. Das zwischen den Tragödien Bérénice und Mithridate entstandene Stück besteht aus 1742 Alexandrinern, fünf Zehnsilblern, einem Achtsilbler und einem Sechssilbler.
Der anfängliche Erfolg des Stücks hielt nicht an. Heute wird es nur noch selten aufgeführt.

## Historischer Hintergrund
Racine entnahm den der damaligen Orientmode entsprechenden Stoff der zeitgenössischen Geschichte und wählte einen damals weit entfernten Schauplatz, nämlich das Osmanische Reich. 1635 hatte Sultan Murad IV. (bei Racine Amurat) seine Brüder und möglichen Rivalen Bajazet (Bayezid) und Orcan (Orhan) hinrichten lassen. Racine, der sich von diesem Geschehen inspirieren ließ, baute sein Drama um Bajazet auf. Er entwickelte mehrere romantische Nebenhandlungen im Serail. Die Handlung ist besonders komplex und wird nur durch eine Reihe von Todesfällen und Selbsttötungen aufgelöst.

## Inhalt

### Erster Akt
Osmin bringt Nachricht von Sultan Amurat nach Byzanz; es scheint, dass dieser die Belagerung von Babylon abbrechen will. Der Großwesir Acomat will aus diesem Misserfolg Vorteil ziehen und ermuntert die Janitscharen zum Aufstand. Er hat schon gegen die Anordnung des Sultans die Exekution Bajazets verweigert. Roxane, die Favoritin des Sultans, hat sich in Bajazet verliebt und glaubt, auch von diesem geliebt zu werden. Sie will Bajazet auf den Thron bringen, verlangt aber als Gegenleistung dessen Heirat mit ihr. Bajazet täuscht seine Gefühle für Roxane nur vor, liebt aber schon lange Atalide.

### Zweiter Akt
Bajazet sträubt sich gegen den Heiratsantrag von Roxane. Acomat bemüht versucht vergeblich, ihn zur Annahme zu überreden, und bittet Atalide um Unterstützung. Atalide scheint sich mit der Beziehung Bajazets zu Roxane abgefunden zu haben und fleht diesen an, Roxane zu heiraten. Der noch zögerliche Bajazet willigt ein.

### Dritter Akt
Nach der Versöhnung zwischen Bajazet und Roxane erfährt Atalide von ihrem Sklaven Zaire davon und will sterben, denn sie fürchtet, dass Bajazet Roxane tatsächlich liebt. Acomat, der Großwesir, macht ihr Avancen und erinnert sie daran, dass sie ihm ihre Hand als Belohnung für seine Hilfe versprochen hat. Bajazet erklärt, Roxane nur vage Versprechungen gemacht zu haben. Roxane, die das hört, ahnt nun die Beziehung zwischen Bajazet und Atalide. Sie erfährt von Zatime, dass Orcan, der die Tötung von Bajazet durchführen soll, angekommen ist, und dass sie schnell handeln muss.

### Vierter Akt
In einem Brief teilt Bajazet Atalide mit, dass er sie liebt und die Liebe zu Roxane nur vortäuscht. Roxane stellt Atalide auf die Probe, indem sie ihr von Amurats Sieg in Babylon und dem drohenden Tod von Bajazet erzählt. Atalide wird ohnmächtig. Zatime entdeckt die Romanze zwischen Bajazet und Atalide. Sie bringt den Brief Roxane, die dadurch von dem Verrat erfährt. Sie entschließt sich dazu, Bajazet hinrichten zu lassen.

### Fünfter Akt
Atalide kann den Brief Bajazets nicht mehr finden und weiß nun, dass Roxane ihn gelesen hat. Bajazet gesteht bei einem letzten Treffen mit Roxane, dass er Atalide liebt. Roxane bittet ihn, sie noch am selben Tag zu heiraten und bei Atalides Tod anwesend zu sein. Bajazet weigert bittet Roxane, sie zu verschonen. Roxane entlässt ihn. Atalide will sich opfern, um Bajazet zu retten. Acomat trifft mit einem Teil seiner Soldaten ein, um Bajazet auf den Thron zu bringen. Zaire berichtet, dass Orcan Roxane auf Befehl Amurats, der von ihrem Verrat erfahren hat, erstochen hat: Osmin, der den anderen Teil der Männer Acomats anführt, verkündet, dass Bajazet nach heldenhaftem Widerstand getötet wurde. Osmin und seine Leute töteten darauf Orcan. Acomat schlägt Atalide vor, in ein anderes Land zu gehen, aber diese nimmt sich auf der Bühne das Leben.

## Bearbeitungen und Übersetzungen
Die Personen Bajazet in den Opern Tamerlano/Bajazet von Antonio Vivaldi, Tamerlano von Georg Friedrich Händel und dem diesen Opern zugrunde liegenden Libretto Tamerlano von Agostino Piovene beziehen sich auf den Sultan Bayezid I. (1360–1403).
Es liegen Übersetzungen in die englische (Alan Hollinghurst, Chatto & Windus 1991), spanische, italienische und türkische Sprache vor.

## Textausgaben
- Jean Racine. Œuvres complètes. Bd. 1. Théâtre - Poésie. Préface Georges Forestier. Gallimard, Paris, 1999. (Bibliothèque de la Pléiade. 5.) ISBN 978-2-07-011561-7
- Jean Racine, Théâtre complet II, Paris, Gallimard, coll. Folio, 1983, 567 S., ISBN 2-07-037495-5, Vorwort und Anmerkungen von Jean-Pierre Collinet